# Курдль

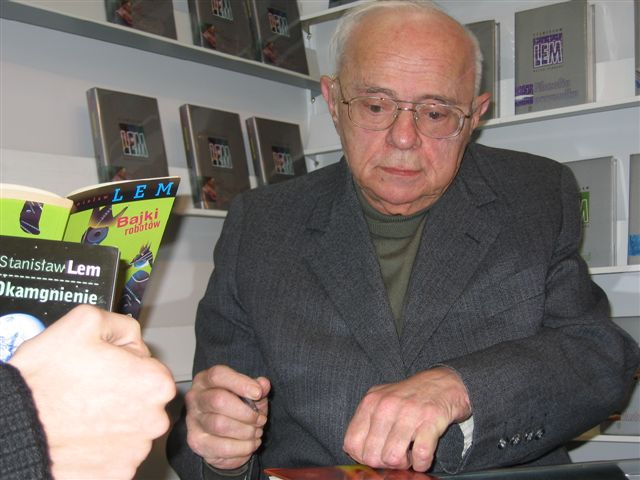
Станислав Лем в 2005 году

Курдль (пол. kurdel) — вымышленное животное гигантских размеров, встречающееся в ряде произведений знаменитого польского писателя Станислава Лема.
Впервые курдль фигурирует в «Звёздных дневниках Ийона Тихого», в «Путешествии четырнадцатом» (1956 год). Курдли водятся на планете Энтеропия в созвездии Тельца. Внешний покров тела курдлей отличается исключительной прочностью и выработался в процессе эволюции как защита от периодического метеоритного дождя — т.н. хмепа (или, в другом переводе, смега. Смег - сезонный метеоритный град). По-видимому, панцирь курдлей значительно прочнее, чем здания жителей планеты, которые не выдерживают ударов метеоритов. Обитатели Энтеропии, ардриты, в древности использовали курдлей в период хмепа как защитное укрытие, живя внутри них. Это позволило им выжить как разумной расе. Упоминается, что курдль съедобен.
Один из главных эпизодов этого произведения — охота Ийона Тихого на курдля. Поскольку панцирь курдля непробиваем, на него охотятся изнутри. Охотник, намазанный специальной пастой, ждёт, когда его проглотит курдль. Затем он добивается, чтобы зверь исторг его, оставляя в брюхе курдля бомбу с часовым механизмом. Взрыв бомбы убивает курдля.
С. Лем вернулся к описанию курдлей в романе «Осмотр на месте» (1982 год), главный герой которого также Ийон Тихий. В этом произведении выясняется, что всё, увиденное Тихим во время 14-го путешествия, оказалось обманом, поскольку Энтеропия — не что иное, как облагороженный парк развлечений для туристов, находившийся на спутнике планеты Энция (7-я планета Гаммы Тельца). Сюжет произведения разворачивается на Энции. Население планеты делится на два антагонистических сообщества, одно из которых, Курдляндия, придерживается крайне своеобразной культуры — его жители обитают внутри курдлей. Административной единицей служит стадо курдлей. Под такой образ жизни подстроена и соответствующая идеология, обосновывающая необходимость жизни в курдлях без городов и основных благ цивилизации. Это уникальная в Галактике форма государственного устройства, называемая Курдляндский Политоход – самоуправляемое объединение обитаемых курдлей, или «градозавров».
Несмотря на то, что Лем детально обрисовал роль курдлей в культуре жителей планеты, облик курдля описан им весьма туманно. Отличительная черта курдлей — гигантский размер: маленький детёныш курдля больше крупного кита. Взрослый курдль имеет длину порядка сотен метров. Падение из пасти курдля равносильно падению с третьего этажа. Следы курдля «шире небольшой виллы» и человек проваливается в них с головой (в «Путешествии 14» сказано, что они 5 метров в ширину). Курдли раздельнополы, хотя о наличии самок нигде не упоминалось; способ размножения также остался неизвестен. Окрас курдля не описан. В то же время в «Путешествии 14» линяющий курдль имел полупрозрачный панцирь, сквозь который виднелось содержимое желудка.
Вот как описывает Ийон это существо:
...я встретил одинокого курдля-самца – он спал на солнце, которое висело ещё довольно низко. Должно быть, сны ему снились плохие, потому что он ужасно хрипел, а когда вздыхал, из его полуоткрытой пасти вырывался настоящий вихрь, разгонявший влажные испарения. Вонь едва не свалила меня с ног, поэтому я выполнил обходной маневр и зашёл с наветренной стороны, чтобы сделать несколько снимков. Это удалось бы как нельзя лучше, но, увы, при перезарядке кассеты упали в яму, заполненную до краёв водой и грязью, – след его ног, но я не решился нырнуть в эту липкую лужу. Этот курдль был настоящий колосс. Издали я было принял его за какой-то корабль, выброшенный бурей на берег, пока не увидел, как раздуваются от дыхания его бока. Со спины у него свисали лохмотья линяющей шкуры. Большой части хвоста недоставало..
Курдли, вероятно, крайне неразборчивы в еде, но не хищники. Ийон Тихий, попав в желудок курдля, исследует его и убеждается, что животное заглатывало кустарники, старый хворост, мусор и т.п. Голос курдля — протяжный заунывный вой.
В советском мультфильме 1985 года «Из дневников Ийона Тихого. Путешествие на Энтеропию» курдль изображён огромных размеров существом, внешне напоминающим вымерших ящеров — бронтозавра или диплодока, с длинной шеей и длинным хвостом.
Известны случаи, когда курдли выводились в произведениях фантастов, писавших сиквелы к произведениям Лема или подражания Лему. К таким произведениям можно отнести, например, рассказ советского автора Вл. Третьякова «В гостях у курдля» (1965 год) — своего рода дополнение к «Путешествию 14», или рассказ В. Евстигнеева «Как курдль сепульку наставлял» (1986 год), опубликованные в журнале «Знание — сила».